# Leokadia Serafinowicz
Leokadia Serafinowicz (* 23. Februar 1915 in Janów, im heutigen Litauen; † 24. November 2007 in Puszczykowo, Polen) war eine polnische Schauspielerin und Puppenspielerin, Regisseurin, Bühnenbildnerin und Autorin zahlreicher Drehbücher.
Sie leitete von 1960 bis 1976 das Posener Puppen- und Schauspielertheater „Marcinek“ und engagierte sich für die Verbreitung und die Entwicklung des polnischen Puppen- und Kindertheaters. Sie war Mitbegründerin und von 1981 bis 1982 erste Vorsitzende der Polnischen Abteilung ASSISTEJ  und seit 2000 Ehrenmitglied der UNIMA.
Für ihre Verdienste um das Puppentheater erhielt sie zahlreiche Preise, u. a. Goldene Medaille im Bereich Theaterbühnenbild während des 2. Quadriennale des Bühnenbildes in Prag (1971), Orden des Lächelns (1978) und das Offizierskreuz des Ordens Polonia Restituta.

## Jugend und Ausbildung
Serafinowicz wurde in einer polnischen Familie mit patriotischen Traditionen geboren. Von 1937 bis 1939 studierte sie Malerei an der Fakultät für bildende Kunst der Stefan-Batory-Universität in Wilna. Nach dem Zweiten Weltkrieg wurde sie im Rahmen der im Zuge der Zwangsumsiedlung von Polen aus den ehemaligen polnischen Ostgebieten 1944–1946 nach Polen umgesiedelt. Ihr Studium setzte sie von 1945 bis 1948 an der Nikolaus-Kopernikus-Universität Toruń fort, wo sie 1951 ihre Magisterarbeit im Fach Malerei verteidigte. 1954 bestand sie die Schauspielprüfung im Fach Puppentheater. 1961 enthielt sie die Befugnis als Puppentheaterregisseurin zu arbeiten.

## Karriere

### Krakau, Breslau, Bielsko-Biała
Von 1948 bis 1956 arbeitete sie im Puppentheater „Groteska“ in Krakau als Schauspielerin und Assistentin von Władysław Jarema, einem der hervorragenden Künstler des polnischen Puppentheaters der Nachkriegszeit. Hier sammelte sie erste Erfahrungen als eigenständige Regisseurin. Von 1956 bis 1958 war sie künstlerische Leiterin der Puppenbühne des Teatr Rozmaitości (Theater der Vielfalt) in Breslau, wo sie an ihrer Regisseurwerkstatt arbeitete und als Bühnenbildnerin debütierte. Von 1958 bis 1960 wirkte sie als Regisseurin und Bühnenbildnerin im Puppentheater „Banialuka“ in Bielsko-Biała, wo sie u. a. eigene Stücke inszenierte:„O słońcu, sroczce i krasnoludkach“ („Von der Sonne, der Elster und den Zwergen“, 1958) und „Profesor Serduszko“ („Professor Herzlein“ 1960), die sie unter dem Pseudonym „Dominika“ verfasste.

### Posener Puppen- und Schauspielertheater „Marcinek“
Von 1960 bis 1976 war sie Direktorin und bis 1980 künstlerische Leiterin des Puppen- und Schauspielertheaters „Marcinek“ in Poznań, das schnell zu einer der wichtigsten Puppenbühnen in Polen und einem der im Ausland bekanntesten Theater Polens wurde.
Im Programm zu einer der Aufführungen schrieb sie:

„Das Kindertheater sollte den kleinen Zuschauer mit der Sprache der Kunst bekanntmachen, es soll ihm die Konvention der Kunst beibringen, es hat die Pflicht, im Kind die ästhetische Empfindlichkeit zu entwickeln und seine Einbildungskraft zu bereichern“

Als Theaterleiterin schuf ehrgeiziges Theater für Kinder und Jugendliche, das aktuelle, sozial relevante Themen ansprach und sich gegenwärtiger künstlerischer Ausdrucksmittel bediente. Das Theater für Kinder betrachtete sie als ein „Theater für den Menschen der Zukunft“ und setzte das Repertoire so zusammen, dass die Theaterstücke von der Komplexität des Lebens sprachen und kritisches Denken lehrten. Somit schuf Leokadia Serafinowicz nicht nur ehrgeiziges Theater für Kinder, sondern leistete auch ihren Beitrag zur Festigung der Position des Puppentheaters als Kunst für Jugendliche und Erwachsene. Dank ihrer Bestrebungen wurde „Marcinek“ zu einem der ersten polnischen Puppentheater, das ihre Stücke regelmäßig auch dem älteren Publikum präsentierte.
Das Kennzeichen der Posener Puppenbühne war die künstlerische Qualität der Aufführungen, sowohl was ihr musikalisches und literarisches Niveau anbetrifft. Zu den engsten Mitarbeitern von Serafinowicz gehörten: Wojciech Wieczorkiewicz (Regisseur), Jan Berdyszak (Bühnenbildner), Józef Ratajczak (Dichter) und Krystyna Miłobędzka (Dichterin und Autorin von Theaterstücken). Von ihnen abgesehen arbeiteten mit „Marcinek“ auch einige Komponisten zusammen: Krzysztof Penderecki, Marek Stachowski, Jerzy Milian und Jerzy Kurczewski. Außerdem arbeitete das „Marcinek“ mit ausländischen Künstler zusammen: Jetta Donega (Italien) Julia Ognianowa (Bulgarien), Josef Krofta (Tschechien), Karel Brožek (Tschechien), František Vitek (Tschechien) und Vera Řičařova (Tschechien). Die Stücke des „Marcinek“ wurden in viele Sprachen übertragen: ins Englische, Französische, Deutsche, Italienische, Tschechische und Esperanto. Mehrmals wurden sie weltweit im Rahmen unterschiedlicher Festivals präsentiert und zwar in England, Belgien, Bulgarien, Kroatien, in der Tschechoslowakei, in Dänemark, Frankreich, Italien, Japan, Kanada, Kuba, Mexiko, in der DDR, in der BRD, in der Schweiz, in den USA, in Ungarn und in der UdSSR.
Stücke des Posener Puppen- und Schauspielertheaters und „Marcinek“, die im Ausland aufgeführt wurden
- 1967: Von Kasia, die ihre Gänschen verloren hat (O Kasi, co gąski zgubiła) Libretto: M. Kownacka, Musik: L. Kurczewski, Regie: W. Wieczorkiewicz, Bühnenbild: L. Serafinowicz
- 1968: Der Mutigste (Najdzielniejszy) Libretto: E. Szelburg-Zarembina, Musik: K. Penderecki und M. Stachowski, Regie: W. Wieczorkiewicz, Bühnenbild: J. Berdyszak
- 1969: Als das Weib den Mohn säte (Siała baba mak) von Krystyna Miłobędzka, Regie: L. Serafinowicz, Bühnenbild: J. Berdyszak
- 1970: Heimat (Ojczyzna) von Krystyna Miłobędzka, Regie: W. Wieczorkiewic, Bühnenbild: J Berdyszak
- 1970: Hephaistos (Hefajstos) von Anna Świrszczyńska, Regie: W. Wieczorkiewic, Bühnenbild: L. Serafinowicz
- 1972: Lajkonik (Lajkonik), Libretto: M. Kownacka, Musik: L. Kurczewski, Regie: W. Wieczorkiewicz, Bühnenbild: L. Serafinowicz
- 1974: Kleiner Tiger (Tygrysek) von Hanna Januszewska, Regie: W. Wieczorkiewicz, Bühnenbild: L. Serafinowicz
- 1975: Janosik (Janosik) von Karel Brožek, Jan V. Dvorak, Krystyna Miłobędzka, Regie: J. Krofta, W. Wieczorkiewicz, K. Brožek, J. Mokos, Bühnenbild: F. Vitek, L. Serafinowicz, V. Řičařova, K. Hejcman
- 1976: Don Quijote (Don Kichot) von Miguel de Cervantes Savedra, Regie: J. Krofta, Bühnenbild: F. Vitek, V. Řičařova
- 1977: Ptam (Ptam) von Krystyna Miłobędzka, Regie: L.Serafinowicz, Bühnenbild: J. Berdyszak

Andere wichtige Aufführungen des „Marcinek“ (Auswahl)
- 1961: Ein Ball bei Professor Bączyński (Bal u profesora Bączyńskiego) von Konstanty Ildefons Gałczyński; Regie und Bühnenbild: L. Serafinowicz
- 1961: Reineke Fuchs (Pieśń o lisie) von Johann Wolfgang Goethe; Regie: W. Wieczorkiewicz, Bühnenbild: L. Serafinowicz
- 1965: Die Nachtigall (Słowik) von Józef Ratajczak; Regie: W. Wieczorkiewicz, Bühnenbild: L. Serafinowicz
- 1969: Die Hochzeit (Wesele) von Stanisław Wyspiański; Regie: L. Serafinowicz, Bühnenbild: J. Berdyszak
- 1970: Wanda (Wanda) von Cyprian Kamil Norwid; Regie: W. Wieczorkiewicz, Bühnenbild: L. Serafinowicz

## Zusammenarbeit mit anderen Theatern
Leokadia Serafinowicz arbeitete in vielen Theatern im In- und Ausland, unter anderem in Rumänien (Tigrisorul, 1970) und in der Tschechoslowakei (Aj tak sejou mak…, 1973). Sie schuf das Bühnenbild zu Aufführungen in Bulgarien (Misterium-buffo, 1968), Rumänien (Tigrisorul, 1970), in der Tschechoslowakei (Janosik, 1975), in der BRD (Reineke Fuchs, 1980; Jim Kopf und der Lokomotiveführer, 1987; König Jemand, 1988; Jim Kopf und die Wilde 13, 1988) und in Russland (Schuster Dratewka, 1996).

## Ausstellungen
Das Bühnenbild von Leokadia Serafinowicz wurde im Rahmen vieler kollektiver Bühnenbildausstellungen präsentiert, darunter in Warschau (1956, 1962), Venedig (1964), Lüttich (1970), Prag (1971), Paris (1972, 1975), Zürich (1972) und Budapest (1996). Ihre Arbeiten wurden auch im Rahmen zahlreicher individueller Ausstellungen präsentiert, die sowohl im In-, als auch im Ausland veranstaltet wurden. Ihre Projekte präsentierte sie u. a. in Großbritannien (Bristol, 1986) und in der Tschechoslowakei (Prag, 1988).